# کتابخانه عمومی راج‌شاهی
کتابخانه عمومی راج‌شاهی یک کتابخانه عمومی در شهر راج‌شاهی و یکی از قدیمی‌ترین کتابخانه‌های بنگلادش است.

## تاریخچه
کتابخانه عمومی راج‌شاهی در سال ۱۸۶۶ توسط آناندانات روی به‌عنوان «کتابخانه آناندانات» تأسیس شد. در سال ۱۸۸۴، نام کتابخانه به کتابخانه عمومی راج‌شاهی تغییر یافت. پس از مرگ آناندانات روی، کتابخانه توسط راجا چاندرا نات روی بازسازی شد. از سال ۱۸۸۴، راجا پرومودانات روی تا زمان مرگش در سال ۱۹۲۵ ریاست کتابخانه را بر عهده داشت. از ۱۹۲۵ تا ۱۹۴۲، ریاست کتابخانه بر عهده کومار سارتکومار روی بود. از ۱۹۴۲ تا ۱۹۴۳، ریاست کتابخانه را راجای ناتور، یوگینداناث روی به عهده داشت. پس از تقسیم هند، کتابخانه به دلیل مهاجرت بسیاری از حامیان آن به هند، دچار افول شد.
از سال ۱۹۵۲، این کتابخانه تحت مدیریت کمیسیونر منطقه‌ای ناحیه راج‌شاهی قرار گرفت. این کتابخانه در طی جنگ آزادی‌بخش بنگلادش در سال ۱۹۷۱، بسیاری از اسناد، کتاب‌ها و مبلمان خود را از دست داد. پس از استقلال بنگلادش، کاتالوگی از کتاب‌ها تهیه شد. این کتابخانه بیش از ۳۵ هزار کتاب دارد. در سال ۲۰۱۷، شرکت شهر راج‌شاهی برنامه‌هایی را برای بازسازی کتابخانه با کمک مالی دولت هند اعلام کرد. برنامه‌های تخریب ساختمان ۱۳۰ ساله و جایگزینی آن با یک ساختمان جدید کتابخانه، جنجال‌هایی را به وجود آورده است.